# II dzielnica (Budapeszt)
II dzielnica (węg. II. kerület) – dzielnica stolicy Węgier, Budapesztu. W miejskiej numeracji administracyjnej oznaczona numerem II. Nie ma oficjalnej nazwy.

## Położenie
Dzielnica znajduje się w budzińskiej części miasta, na północny zachód od centrum Budapesztu. Od północy graniczy z dzielnicą Óbuda-Békásmegyer, zaś od południa z dzielnicami Hegyvidék oraz Várkerület.

## Historia
Dzielnica powstała w wyniku połączenia Budy, Pesztu i Óbudy w jedno miasto 1 stycznia 1873 roku.

## Osiedla
W skład dzielnicy wchodzą osiedla:
- Adyliget
- Budakeszierdő (część)
- Budaliget
- Csatárka
- Erzsébetliget
- Erzsébettelek
- Felhévíz
- Gercse
- Hársakalja
- Hárshegy
- Hűvösvölgy
- Kővár
- Kurucles
- Lipótmező
- Máriaremete
- Nyék
- Országút
- Pálvölgy
- Pasarét
- Pesthidegkút-Ófalu
- Petneházyrét
- Remetekertváros
- Rézmál
- Rózsadomb
- Szemlőhegy
- Széphalom
- Szépilona
- Szépvölgy
- Törökvész
- Újlak (część)
- Vérhalom
- Víziváros (część)
- Zöldmál

## Edukacja
Dzielnica posiada 11 szkół podstawowych, dwie szkoły muzyczne, 10 przedszkoli i sześć liceów. Ze względu na szczególne potrzeby ludności w dzielnicy większy odsetek szkół stanowią szkoły prywatne i międzynarodowe.

## Kultura
W dzielnicy znajduje się największa biblioteka publiczna – biblioteka węgierskiego GUS-u, założona w 1897 r. Od 2012 instytucja pozwala na zbieranie czynszów wszystkich obywateli Węgier.

## Handel i rozrywka
Dzielnica posiada dużo centrów handlowych: Budagöngye, Rózsakert, Rózsadomb Center, Stop Shop, Széphalom. Miejscem rozrywkowym dzielnicy jest Park Milenijny, który jest unikalnym ośrodkiem kulturalno-rozrywkowym Budapesztu.